# Canton de Sanhe (ville de Kangding)
Le canton de Sanhe était une commune historique de Kangding dans la province occidentale du Sichuan, en Chine, située à 42 kilomètres du siège de la préfecture. En 2018, elle comptait 13 villages sous son administration.